# Letargija
Letargija (Летаргия) è un film del 1983 diretto da Valerij Jakovlevič Lonskoj.

## Trama
Il film racconta di un giovane scienziato che ha tutto, ma si sente infelice. All'improvviso sua madre muore, incontra sua figlia, che sta vivendo il suo primo amore e la sua anima si sta finalmente risvegliando.